# Стари Грабовац
Стари Грабовац је насељено место у саставу града Новске, у западној Славонији, Република Хрватска.

## Историја
Током рата у Хрватској, ово место се налазило уз саму линију разграничења између две сукобљене стране. Место је претрпело ратна разарања 1991. године.

## Становништво
На попису становништва 2011. године, Стари Грабовац је имао 393 становника.

## Попис 1991.
На попису становништва 1991. године, насељено место Стари Грабовац је имало 561 становника, следећег националног састава:
| Попис 1991.‍  | Попис 1991.‍  | Попис 1991.‍ | Попис 1991.‍ | Попис 1991.‍ |
| ------------ | ------------ | ----------- | ----------- | ----------- |
|              |              |             |             |             |
| Хрвати       | Хрвати       |             | 526         | 93,76%      |
| Срби         | Срби         |             | 10          | 1,78%       |
| Југословени  | Југословени  |             | 1           | 0,17%       |
| Муслимани    | Муслимани    |             | 1           | 0,17%       |
| неопредељени | неопредељени |             | 15          | 2,67%       |
| непознато    | непознато    |             | 8           | 1,42%       |
| укупно: 561  |              |             |             |             |